# Llanuwchllyn
Llanuwchllyn  è un villaggio con status di community del Galles nord-occidentale, facente parte della contea di Gwynedd ed affacciato sul lago di Bala Conta una popolazione di circa 800 abitanti.

## Geografia fisica

### Collocazione
Il villaggio di Llanuwchllyn si trova lungo la sponda meridionale del lago di Bala, a circa 20 km a nord-est di Dolgellau.

## Società

### Evoluzione demografica
Al censimento del 2001, la community di Llanuwchllyn contava una popolazione pari ad 834 abitanti, di cui 408 erano donne e 426 erano uomini.

## Monumenti e luoghi d'interesse
Nei dintorni di Llanuwchllyn, segnatamente nel vicino villaggio di Carndochan, si trovano le rovine del castello di Carndochan, di origine medievale.

## Sport
- La squadra di calcio locale è il Llanuwchllyn Football Club[5]